# Pavlina Evro
Pavlina Evro (ur. 22 lutego 1965 w Korczy) – albańska lekkoatletka, która specjalizowała się w biegach średnich.
Największe sukcesy w karierze osiągnęła w 1983 roku kiedy została wicemistrzynią Europy juniorek w biegu na 1500 metrów oraz w 1987, kiedy to zdobyła brązowy medal igrzysk śródziemnomorskich na tym samym dystansie. Wielokrotna rekordzistka Albanii w różnych kategoriach wiekowych. 

## Rekordy życiowe
- bieg na 800 metrów – 2:03,1 (28 października 1985, Algier)
- bieg na 1500 metrów – 4:06,41 (27 czerwca 1985, Oslo) były rekord Albanii[3]
- bieg na 3000 metrów – 9:14,20 (19 października 1986, Tirana)